# Telefonia IP
La telefonia IP è un tipo di accesso ad una rete telefonica ed è contraddistinta dall'essere destinata all'utente finale e dall'essere implementata in tecnologia VoIP.
Gli altri tipi di accesso ad una rete telefonica destinati all'utente finale sono la telefonia fissa, la telefonia mobile, la telefonia cellulare, la telefonia satellitare e la telefonia pubblica. Tutti questi tipi di accesso ad una rete telefonica destinati all'utente finale possono essere telefonia IP.

## Apparecchi telefonici per l'utente finale
Di seguito sono elencate i tipi di apparecchi telefonici per l'utente finale impiegati nella telefonia IP.
Telefoni:
- telefono IP;

per la telefonia fissa:
- telefono IP fisso;
- telefono IP cordless;

- telefono IP cordless da tavolo;

- telefono IP fisso/cordless da tavolo;

per la telefonia cellulare:
- telefono IP cellulare;

per la telefonia fissa e la telefonia cellulare:
- telefono IP cordless/cellulare.

Altri tipi di apparecchio telefonico:
- ATA (permette di utilizzare nella telefonia IP gli apparecchi telefonici in tecnologia POTS, gli apparecchi telefonici più diffusi).

Le tecnologie per l'interconnessione alla rete telefonica degli apparecchi telefonici per l'utente finale usati nella telefonia IP sono le seguenti:
| Tipo di apparecchio telefonico                      | Tecnologia di interconnessione alla rete telefonica |
| --------------------------------------------------- | --------------------------------------------------- |
| telefono IP fisso                                   | Ethernet                                            |
| telefono IP cordless telefono IP cordless da tavolo | Wi-Fi                                               |
| telefono IP fisso/cordless da tavolo                | Ethernet e Wi-Fi                                    |
| telefono IP cellulare                               | EDGE e/o W-CDMA e/o HSDPA                           |
| telefono IP cordless/cellulare                      | Wi-Fi e EDGE e/o W-CDMA e/o HSDPA                   |

## Impianto telefonico per la telefonia fissa
Nella telefonia IP, relativamente alla telefonia fissa, l'impianto telefonico è rappresentato principalmente da una LAN (anche WLAN). Con un ATA è infatti anche possibile adattare all'impianto telefonico la tecnologia POTS (e quindi i diffusissimi apparecchi telefonici in tecnologia POTS).  
Per esigenze maggiori poi, medie e grandi aziende, enti della PA, hotel ecc., vengono usati i gateway VoIP che permettono di utilizzare per l'impianto telefonico anche la tecnologia POTS e/o ISDN. Con tali gateway l'impianto telefonico diventa un ibrido tra più tecnologie. Per esigenze maggiori s'intende un'architettura complessa: centralino PABX, N chiamate in entrata simultanee, M chiamate in uscita simultanee, multinumero, numero base più numerazione interna, diverse sedi, risponditore automatico IVR con selezione interni, ecc. Queste sistemi sono gestiti attraverso applicazioni software specifiche.
L'impiego del gateway VoiP è comunque abbastanza diffuso in quanto permette di riutilizzare precedenti impianti e apparecchi telefonici in tecnologia POTS e ISDN. Con tale architettura dell'impianto telefonico, la telefonia IP viene scelta sostanzialmente per abbattere i costi delle chiamate telefoniche in quanto la telefonia IP offre di norma prezzi più convenienti.